# Amica Chips-Tacconi Sport
Amica Chips-Tacconi Sport, Ros Mary oder Ideal-Aster Lichy war ein italienisches professionelles Radsportteam, das von 1996 bis 2000 bestand. Nicht zu verwechseln mit dem san-marinesisches Radsportteam Amica Chips-Knauf.

## Geschichte
Das Team wurde 1996 als Ideal-Aster Lichy mit Marino Basso als Manager gegründet. Im ersten Jahr konnte das Team nur einen zweiten Platz beim Memorial Gastone Nencini und einen vierten Platz beim Giro di Puglia erreichen. 1997 wurde neben den Siegen noch ein zweiter Platz beim Giro di Romagna und ein fünfter Platz bei der Portugal-Rundfahrt erzielt. 1998 konnte das Team auch gute Ergebnisse bei großen Rennen, wie der dritte Platz von Felice Puttini bei der Lombardei-Rundfahrt, der achte Platz beim Giro d’Italia und der zwölfte Platz bei der Meisterschaft von Zürich, erreichen. Bei der Tour de Suisse beendete das Team auf Platz 14. 1999 konnte der achte Platz beim Giro d’Italia wiederholt werden. Es kommen noch ein zweiter Platz beim Gran Premio Città di Rio Saliceto e Correggio und dritte Plätze bei Giro dell’Appennino und G.P. Portugal Telecom hinzu. 2000 brachte Davide Boifava einen Teil seiner Fahrer von Riso Scotti-Vinavil mit und übernahm das Team als Manager. Gute Ergebnisse erzielte das Team als Dritter bei der Coppa Agostoni, Vierter bei der Coppa Placci und Fünfter beim Giro dell’Emilia erreicht.
Nach der Saison 2000 löste sich das Team auf und Teile des Team fusionierten mit Vini Caldirola zu Tacconi Sport-Vini Caldirola.
Die Hauptsponsoren waren 1996 ein italienischer Hersteller von Komponenten für Brillen, 1997 bis 1998 ein italienischer Textilhersteller und 1999 bis 2000 ein italienischer Nahrungsmittelhersteller von Chips und Snacks.

## Erfolge
1997
- Tre Valli Varesine
- Memorial Gastone Nencini

1998
- Giro del Friuli
- Gran Premio Industria e Commercio di Prato

1999
- zwei Etappen Vuelta a España
- eine Etappe Tour de Suisse
- eine Etappe Asturien-Rundfahrt
- eine Etappe Giro della Provincia di Lucca
- eine Etappe Vuelta al Táchira
- zwei Etappen G.P. Portugal Telecom

2000
- Gesamtwertung und drei Etappen Rothaus Regio-Tour
- eine Etappe Vuelta a Castilla y León
- eine Etappe Schweden-Rundfahrt
- eine Etappe Luxemburg-Rundfahrt
- eine Etappe Giro di Toscana
- Moldauischer Meister – Straßenrennen

## Grand-Tour-Platzierungen
| Grand Tour            | 1997 | 1998 | 1999 | 2000 |
| --------------------- | ---- | ---- | ---- | ---- |
| Giro d’ItaliaGiro     | 29   | 8    | 8    | 51   |
| Tour de FranceTour    | –    | –    | –    | –    |
| Vuelta a EspañaVuelta |      | –    | 61   | –    |

## Monumente-des-Radsports-Platzierungen
| Monument                 | 1997 | 1998 | 1999 | 2000 |
| ------------------------ | ---- | ---- | ---- | ---- |
| Mailand–Sanremo          | –    | 27   | –    | 89   |
| Flandern-Rundfahrt       | –    | –    | –    | –    |
| Paris–Roubaix            | –    | –    | –    | –    |
| Lüttich–Bastogne–Lüttich | –    | –    | –    | –    |
| Lombardei-Rundfahrt      | –    | 3    | 55   | 31   |

## Bekannte ehemalige Fahrer
- Wladislaw Bobrik (1997)
- Roberto Caruso (1997)
- Daniele De Paoli (1997–1999)
- Claudio Chiappucci (1998–1999)
- Fabio Roscioli (1999)
- Evgeni Berzin (1999)
- Pietro Caucchioli (1999–2000)
- Ivan Basso (2000)
- Filippo Simeoni (2000)